# Il mio amico delfino
Il mio amico delfino (Flipper) è un film del 1963, diretto da James B. Clark. Ha avuto un seguito, Flipper contro i pirati nel 1964 con lo stesso attore Luke Halpin, ed un remake nel 1996, Flipper.

## Trama
Sandy è un ragazzino che vive in Florida con i genitori (Porter e Martha Ricks) ed un pellicano addomesticato. Dopo l'arrivo di un uragano, Sandy riceve dal padre il compito di riparare la casa ed il molo, mentre lui deve allontanarsi per far riparare la sua barca da pesca. Sandy trascura invece il lavoro quando soccorre un delfino arpionato che battezza Flipper; ritornato, Porter lo obbliga a liberare il delfino, avendo bisogno del recinto come vivaio per i pesci. Nell'oceano è scoppiata intanto una moria di pesci e Porter vede il delfino come un concorrente. La situazione peggiora ulteriormente quando Flipper riesce a saltare nel vivaio e fa una strage; benché Sandy riesca poi a trovare altri pesci proprio seguendo il delfino, suo padre dichiara di voler uccidere l'animale il giorno seguente. Il giorno dopo Sandy viene però aggredito da un pescecane; Flipper inizia a lottare con lo squalo e sfondandogli le branchie, lo uccide. Ascoltato il racconto del figlio, Porter accetta infine il delfino e lo risparmia.

## Produzione
Il film è stato prodotto da Ivan Tors, ed è stato girato a Grassy Key in Florida, a Miami e negli Ivan Tors Studios, sempre a Miami. Per la parte di Flipper è stata usata una delfina di nome Mitzi ed altri delfini come controfigure.